# Passiflora cremasthanta
Passiflora cremastantha es una planta trepadora de la familia de las pasifloráceas, nativa de los Andes. Esta planta volvió a la lista en los libros de investigación que la reseñaban como especie en peligro crítico.

## Historia
Gustavo Morales, biólogo e investigador científico del Jardín Botánico de Bogotá, logró que la Passiflora cremastantha que se creía extinta, floreciera y diera frutos Hacia el año 2008, en las excursiones que realiza el Jardín Botánico, por un lugar aledaño a La Calera, en la vereda Mundo Nuevo, se encontró una planta que coincidía con la descripción de la Passiflora cremastantha, era una planta que estaba cultivada en una casa familiar, la confirmación por parte de destacados estudiosos del género como John Ocampo profesor de la Universidad Nacional ratifico la intuición que se trataba de la Passiflora cremastantha; se recolectaron semillas, frutos y ejemplares de herbario para hacer los estudios. Actualmente hay dos plantas sembradas en el Jardín Botánico de Bogotá.
Es una planta cuya viabilidad o germinación de las semillas es muy escasa, registrando un porcentaje muy bajo, de manera que las plántulas que resultan pueden ir muriendo, aun con el cuidado necesario.
Friedrich Carl Lehmann colectó el material que incluía plantas de esta especie, entre finales del siglo XIX y principios del siglo XX y lo envió a herbarios de Norteamérica y a Berlín. Se cree que desde 1890 aproximadamente, se había dejado de ver esta planta, sin embargo, el biólogo Hermann Harms fue quien dio su primer descripción en 1922, después de encontrarla en el Alto de Pesares, en Guanacas (Cauca).

## Características
El subgénero P. (passiflora) que se caracteriza porque son lianas de varios metros de altura con zarcillos que les permiten trepar por los árboles. Las flores de Passiflora se caracterizan por tener un pedúnculo bastante largo, como en el caso de la Passiflora flexiples que puede tener un metro de largo o en el caso de Passiflora antioquensis que puede tener entre 40-50 centímetros y como en el caso de esta especie, que tiene un largo de 30 centímetros aproximadamente. 

## Taxonomía
Passiflora cremastantha fue descrita por Hermann Harms y publicado en Repertorium Specierum Novarum Regni Vegetabilis 18: 294. 1922.
Etimología
Passiflora: nombre genérico que adoptado por Linneo en 1753 y significa "flor de la pasión" (del latín passio = "pasión" y flos = "flor"), fue otorgado por los misioneros jesuitas en 1610, debido a la similitud de algunas partes de la planta con símbolos religiosos de la Pasión de Cristo, el látigo  con el que fue azotado = zarcillos, los tres clavos = estilos; estambres y la corola radial = la corona de espinas.
cremastantha: epíteto latíno 